# Рока ди Нето
Ро̀ка ди Нѐто (на италиански: Rocca di Neto) е градче и община в Южна Италия, провинция Кротоне, регион Калабрия. Разположено е на 180 m надморска височина. Населението на общината е 5657 души (към 2012 г.).